# Prix Ito
Le prix Ito est une distinction mathématique décernée bis-annuellement en théorie des probabilités par la Société Bernoulli. Le prix a été créé en 2003 en l'honneur du mathématicien japonais Kiyoshi Itō (1915-2008). Il est doté d'une somme de 5 000 $ par Elsevier et récompense le meilleur article paru dans la revue Stochastic Processes and their Applications.

## Lauréats
- 2019 : Zhen-Qing Chen et Masatoshi Fukushima : Stochastic Komatsu-Loewner evolution and BMD domain constant, in Stochastic Processes and their Applications. Volume 128, Issue 2, February 2018, Pages 545-594.
- 2017 : Noemi Kurt, Adrain G. Casanova, Anton Wakolbinger et Linglong Yuan : An individual-based model for the Lenski experiment, and the deceleration of the relative fitness in Stochastic Processes and their Applications. Volume 126, Issue 8, August 2016, Pages 2211-2252.
- 2015 : Francis Comets et Michael Cranston, Overlaps and pathwise localization in the Anderson polymer model, in Stochastic Processes and their Applications. Volume 123, Issue 6, June 2013, Pages 2446-2471

- 2013 : Hirofumi Osada : Interacting Brownian motions in infinite dimensions with logarithmic interaction potentials II: Airy random point field  in Stochastic Processes and their Applications Volume 123, Issue 3, March 2013, Pages 813-838.

- 2011 : Nathalie Eisenbaum et Haya Kaspi : On permanental processes, in Stochastic Processes and Applications, Volume 119, Issue 5, May 2009, Pages 1401-1415.

- 2009 : Marc Wouts : A coarse graining for the Fortuin-Kasteleyn measure in random media, Stochastic Processes and their Applications, Vol. 118, Issue 11, November 2008, Pages 1929-1972.

- 2007 : Sylvie Roelly et Michèle Thieullen : Duality formula for the bridges of a Brownian diffusion: Application to gradient drifts, Stochastic Processes and their Applications, Vol. 15, Issue 10, October 2005, Pages 1167-1700.

- 2005 : Nicolai V. Krylov : On weak uniqueness for some diffusions with discontinuous coefficients, Stochastic Processes and their Applications, Vol. 113, Issue 1, September 2004, Pages 37-64.

- 2003 : Bem Hambly, James Martin et Neil O’Connell : Concentration results for a Brownian directed percolation problem, Stochastic Processes and their Applications, Vol. 102, Issue 2, December 2002, Pages 207-220[1].